# Joël Emanuel Goudsmit

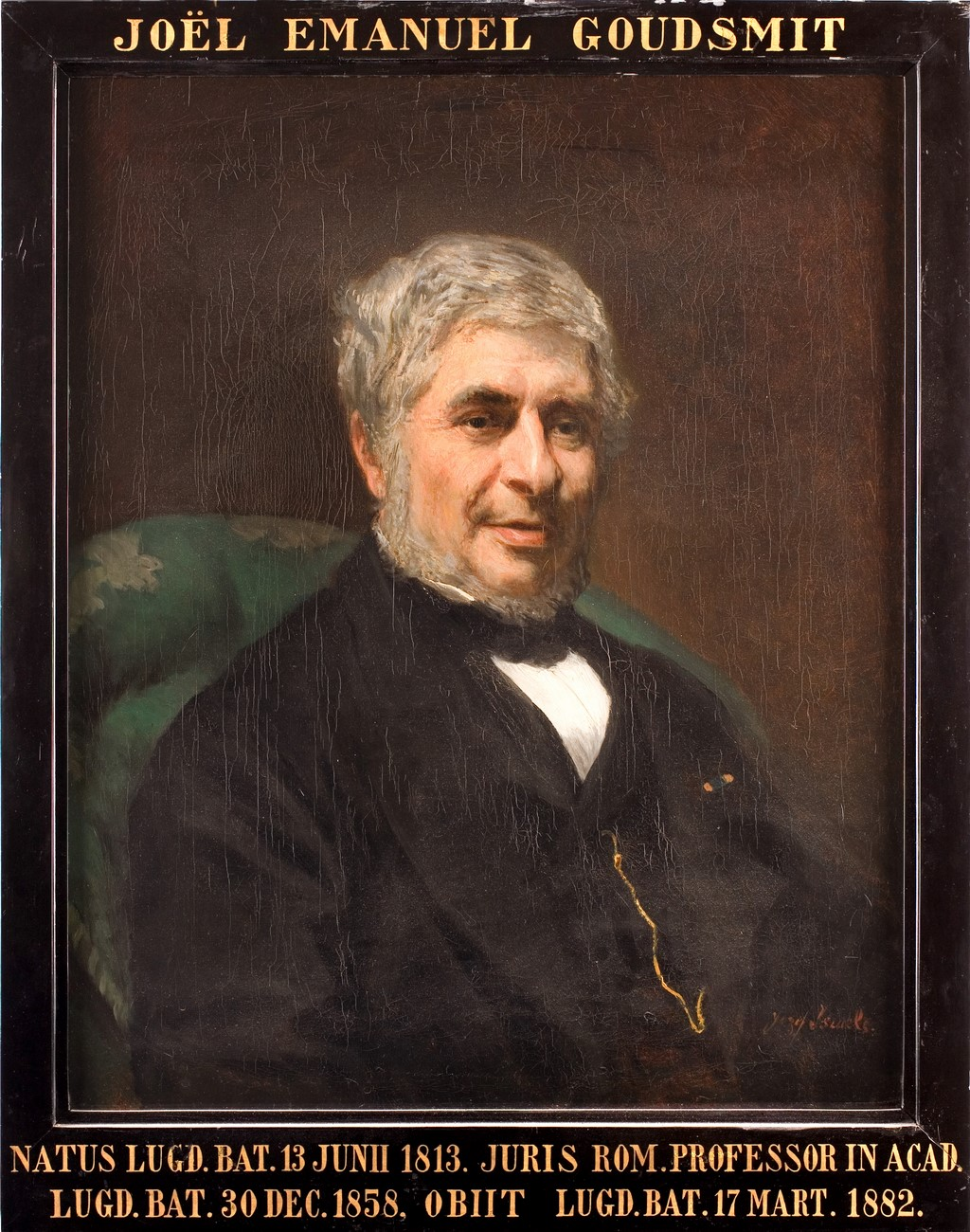
Joël Emanuel Goudsmit, Ölgemälde von Jozef Israëls

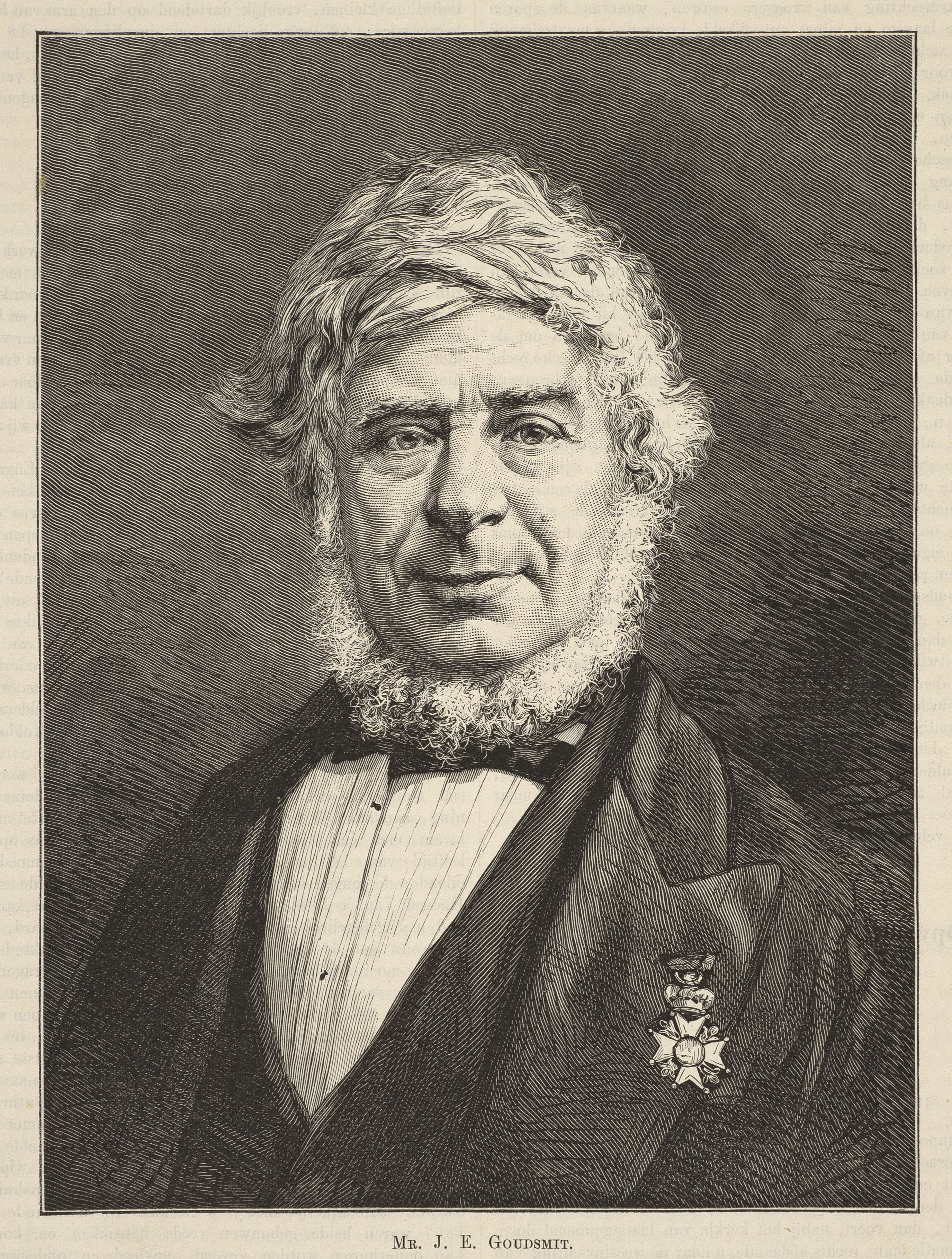
Joël Emanuel Goudsmit, Holzschnitt

Joël Emanuel Goudsmit (auch Joel Emmanuel Goudsmit; * 13. Juni 1813 in Leiden; † 17. März 1882 ebenda) war ein niederländischer Rechtswissenschaftler.

## Leben
Der Sohn des Emanuel Levie Goudsmit (* 1785 in Rijssen; † 16. November 1872 in New York) und dessen Frau Aleida (Alida, Alijda) Joseph van Raalte (* 24. Juli 1791 in Deventer, † in New York) wurde von seinen Eltern streng jüdisch erzogen. Während seiner ersten Ausbildungszeit widmete er sich dem Studium der klassischen Literatur und bezog 1829 die Universität Leiden. Hier übte vor allem Cornelis Jacobus van Assen einen großen Einfluss auf ihn aus. Zudem besuchte er die Vorlesungen von Johan Rudolf Thorbecke und konzentrierte sich dann auf ein Studium des römischen Rechts. Als Student hatte er sich um die Einheit der Studentengruppen bemüht und Vorlesungen zum römischen Recht gehalten. Am 12. Mai 1842 promovierte er mit der Abhandlung De notis Pauli et Ulpiani in Papinianum zum Doktor der Rechte. Danach arbeitete er als Advokat in Leiden. Als städtischer Anwalt hatte er einige Prozesse gewonnen und auch juristische Schriften verfasst. Am 31. Dezember 1858 wurde er per königlichen Beschluss zum Professor der Rechtswissenschaften an die Leidener Akademie berufen, mit dem Lehrauftrag für römisches Recht. Am 25. März 1859 hielt er hierzu seine Antrittsrede de studio iuris romani hac quoque aetate in patria nostra excolendo.
Er war damit der erste jüdische Niederländer, der an der Leidener Hochschule lehrte. Sein Lebenswerk bestand darin, eine einheitliche Ordnung ins römische Recht zu bringen. Er erhielt ehrenvolle Berufungen 1862 an die königlich niederländische Akademie der Wissenschaften in Amsterdam, an die provinzielle Utrechtsche Gesellschaft der Künste und Wissenschaften und der Akademie der Rechtswissenschaften in Madrid. Auch wurde er Ritter des Ordens vom niederländischen Löwen. 1861 wurde er Mitglied des Gemeinderates in Leiden und anderer Einrichtungen ebenda. Hier wurde er auch Mitbegründer und Vorsitzender der niederländischen Juristenvereinigung. 1873 absolvierte er eine Reise in die USA, welche Reiseimpressionen er publizierte. Er beteiligte sich auch an den organisatorischen Aufgaben der Hochschule und war 1870/71 Rektor der Alma Mater. Diese Aufgabe legte er mit der Rede de variis causis quibus fit, ut populorum leges ab eorum moribus discrepent nieder. Sein Hauptwerk ist sein Pandektensystem, wovon 1866 der erste Teil erschien, 1880 die zweite Fortsetzung folgte und die dritte Fortsetzung konnte nicht mehr vollendet werden. Er war Vorsitzender des Kuratoriumsausschusses und Examenskommission des niederländischen israelitischen Seminars. Zudem setzte er sich für die in Rumänien verfolgten Juden ein. Er verstarb an einer Nervenkrankheit.

## Familie
Aus seiner mit Renetta Netje Vos (* 27. Juli 1822 in Leiden, † 30. November 1911 ebenda), die Tochter des Benjamin Hartog Vos (1797–1868) und dessen Frau Geertruida Izak van Raalte (1803–1857), am 21. August 1844 geschlossenen Ehe stammen fünfzehn Kinder, wovon zehn ihn überlebten. Von den Kindern kennt man:
- Marinus Theodorus Goudsmit (* 18. November 1846 in Leiden; † 26. Juni 1891 in Utrecht)
- Boudewijn Casper Goudsmit (* 3. Juni 1849 in Leiden; † 15. April 1915 in Zutphen)
- Helena Geertruida Goudsmit (* 5. Juni 1851 in Leiden; † 9. Juli 1928)
- Frederik Carel Henri Goudsmit (* 4. September 1852 in Leiden, † 1936 in New York)
- Eduard Maurits Goudsmit (* 15. Februar 1854 in Leiden, † 5. März 1854 ebenda)
- Henri Rudolf Goudsmit (* 14. Januar 1856 in Leiden, † 14. April 2931 in Amsterdam)
- Ferdinand Gerardus Goudsmit (* 29. Oktober 1857 in Leiden, † 6. Dezember 1900 in England)
- Cornelis Julius Goudsmit (* 25. November 1858 in Leiden, † 27. Juni 1922 in Bloemendaal)
- Geertruida Theresa Goudsmit (* 21. April 1860 in Leiden, † 21. Mai 1922 ebenda)
- Elisabeth Henriette Goudsmit (* 8. August 1861 in Leiden, † 3. Januar 1862 ebenda)
- Jan Herman Goudsmit (* 3. Januar 1863 in Leiden)
- Jet Goudsmit (* 7. August 1864 in Leiden)
- Alexander Lodewijk Goudsmit (* 7. März 1866 in Leiden, † 13. Dezember 1875 ebenda)

## Werke (Auswahl)
- Diss. Iur. Inaug. de notis Pauli et Ulpiani ad Papinianum. Leiden 1842
- Burgerlijk regt en regtsvordering. Over de gevolgen der doorhaling van eene hypothecaire inschrijving, en de bevoegdheid van hypotheekbewaarders om eene gevorderde doorhaling te weigeren. 1843
- Oratio de Studio Juris Romani Hac Quoque Aetate in Patria Nostra Excolendo. Leiden 1859 (Online) ins niederländische übersetzt von B. H. Pekelharing: Redevoering over de vraag: Waartoe dient in den tegenwoordigen tijd de Beoefening van het romeinische Regt in Nederland? Haarlem 1864 (Online)
- Over: G. A. Faber. Dissertatio juridica inauguralis continens annotationem in Codicis Civilis Belgici libri secundi Tit. Sec. - Lugd. Bat. 1845. Leiden 1860
- Toespraak van Mr. J. E. Goudsmit aan zijne leerlingen ter gelegenheid van de opening zijner lessen over de Instituten van Het Romeinische Regt. Leiden 1864 (Online)
- Over het regt en de actie van den legataris, volgens de Nederlandsche wetgeving. Den Haag 1861 (Online)
- Open brief aan Mr. J. J. L. van der Brugghen, oud Minister van Justitie. Leiden 1863 (Online)
- Pandecten-systeem. Leiden 1866 (Online)
- Brief van Mr. J.E. Goudsmit, hoogleeraar te Leiden aan Mr. C.W. Opzoomer, Hoogleeraar te Utrecht. Naar Aanleiding van een Werkje van Prof. Büchel Ueber die Natur des Besitzes. Leiden 1868; Deutsch übersetzt von S. Sutro: Büchel's Ueber die Natur des Besitzes. Utrecht 1868 (Online)
- Kritische aanteekeningen op Gajus. Naar aanleiding van de laatste vergelijking van het Veronesische handschrift. 1875; Deutsch übersetzt von S. Sutro: Studemund's Vergleichung der Veroneser Handschrift. Kritische Bemerkungen zu Gaius. Utrecht 1870, 1875
- Oratio de variis causis quibus fit, ut populorum leges ab eorum moribus Discrepent. Leiden 1871 (Online)
- Théorie des Pandectes. Leiden 1872; Englisch übersetzt von R. de Tracy Gould: The Pandects: A Treatise On The Roman Law And Upon Its Connection With modern Legalisation. 1873, New Jersey 2005 (Onlineleseprobe)
- Aanteekeningen op het Burgerlijk wetboek. Amsterdam 1875
- Verbintenissen. 1880